# 鹿沼南バイパス
鹿沼南バイパス（かぬまみなみバイパス）は、栃木県鹿沼市から栃木市に至る国道293号の事業路線名である。

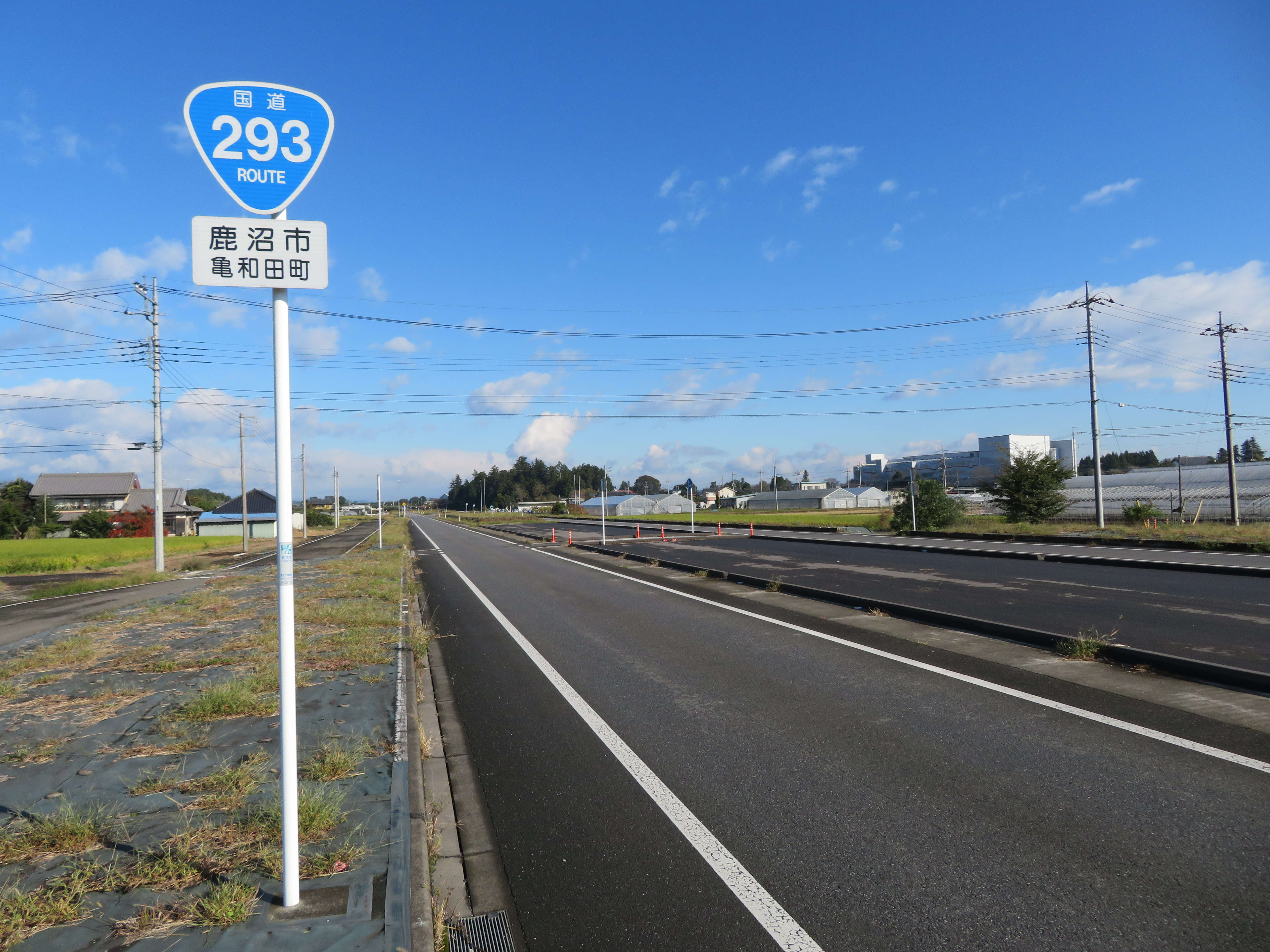
栃木県鹿沼市亀和田町付近

## 概要
この区間の国道293号は大型車同士のすれ違いに支障をきたす狭隘区間や屈曲部などがあり、安全で円滑な交通の妨げとなっていた。本事業は交通安全の確保、観光交流の拡大、産業活動の支援などを目的として実施され、1997年（平成9年）から事業開始され、2000年に小倉橋西交差点から終点寄りの1期工区が開通し、2015年（平成27年）に2期工区が鹿沼市磯町までそれぞれ供用開始された。当初鹿沼南バイパス2期に含まれていた鹿沼市楡木から磯町の東北自動車道をアンダーパスする区間は楡木バイパス2期に編入されたため、鹿沼南バイパスとしてはこれで全線開通となる。
当初の起点は鹿沼市奈佐原であり、現道に接続する延長6.6 kmの道路で計画されていた。なお、起点では現道と接続せず、東北道南側にて取り付け道路での暫定接続となっているため、2期工区に並行する区間の現道も引き続き国道指定されている。
- 起点：栃木県鹿沼市楡木町[2]
- 終点：栃木県栃木市西方町金崎[2]
- 総延長：4.86 km[2]
- 幅員：19 m（一部区間副道5.0 m × 2）[3]
- 車線数：4車線（一部区間暫定2車線）[3]

## 歴史
- 1972年（昭和47年） : 都市計画決定[4]。
- 1997年（平成9年） : 事業化[4]。
- 2000年（平成12年）度 : 1期工区1.96 kmが供用[3]。
- 2015年（平成27年）11月25日 : 午後2時に2期工区2.3 kmが暫定2車線で供用開始。同時に当バイパスに接続する県道宇都宮亀和田栃木線のバイパスも全線供用された[3]。当初は10月21日午後2時開通予定だったが台風18号の影響で延期された[5]。

## 交差する道路など
- 栃木市内の区間が1期工区、鹿沼市内の区間が2期工区である。
- 当バイパスの栃木市内全区間で栃木県道3号宇都宮亀和田栃木線と重複する。

| 交差する道路                                      | 交差する道路                                |        | 交差点名           |
| ------------------------------------------------- | ------------------------------------------- | ------ | ------------------ |
| 国道352号                                         | 国道352号                                   | 鹿沼市 | （磯町地内）       |
| 国道293号(現道)                                   | 栃木県道3号宇都宮亀和田栃木線（宇都宮方面） | 鹿沼市 | （亀和田町地内）   |
| 栃木県道3号宇都宮亀和田栃木線（旧道）             | 栃木県道3号宇都宮亀和田栃木線（旧道）       | 鹿沼市 | 小倉橋東           |
| 栃木県道131号金崎停車場線（旧293号）              | 栃木県道131号金崎停車場線（旧293号）        | 栃木市 | 小倉橋西           |
| 栃木県道177号上久我栃木線                         | 栃木県道177号上久我栃木線                   | 栃木市 | 工業団地入口       |
| 栃木県道3号宇都宮亀和田栃木線（金井家中バイパス） | 国道293号（現道）                           | 栃木市 | 西方小学校前歩道橋 |